# Denkmal der unbekannten Prothesen
Das Denkmal der unbekannten Prothesen ist ein 1930 entstandenes Gemälde des deutschen Malers und Mitglieds der Gruppe Kölner Progressive Heinrich Hoerle. Das 70 cm × 85 cm große, in Öl auf Pappe ausgeführte Bild zählt zu den Hauptwerken des Malers und thematisiert das Schicksal Kriegsversehrter nach dem Ersten Weltkrieg als marginalisierte Randgruppe. Ebenso kann es als Anti-Kriegsbild gelesen werden. Es befindet sich heute in der Sammlung des Wuppertaler Von der Heydt-Museums.

## Bildbeschreibung
Hoerles Gemälde zeigt drei stark abstrahierte und in ihrer Erscheinung auf das Wesentliche reduzierte Figuren vor einem aus Farbfeldern konstruierten Hintergrund, der bis auf die hinter der dritten Figur angedeutete Landschaft gänzlich abstrakt bleibt. Im Bildvordergrund und auf Augenhöhe des Betrachters befinden sich zwei einander zugewandte und im Profil dargestellte Figuren. Ihre Köpfe erscheinen wie von Röntgenstrahlen durchleuchtet und geben jeweils schemenhaft das darunterliegende Skelett preis. Der Kopf der linken Figur ist dabei nur zu gut zwei Dritteln durchleuchtet, das Ohr erscheint vollplastisch. Beide Figuren sind mit individuellen Profilen versehen, die sich sowohl in den Nasen- und Augenpartien als auch in den Schädel- und Skelettformen zeigen. Die Schädeldecke der linken ist deutlich flacher ausgeprägt als die der rechten und auch ihre Nase ist durch einen Hügel auf dem Nasenrücken charakteristischer ausgeformt. Besonders augenfällig jedoch sind die unterschiedlichen röntgenbildhaften Ansichten der beiden Skelettformen: Jene der linken Figur erscheint blockhaft und lässt erst durch die c-förmig ausgeprägte und mit einem schwarzen Kreis als Pupille versehene Augenhöhle an ein Schädelprofil denken. Demgegenüber weisen sowohl Schädel als auch Auge der rechten Figur mehr Details auf: Hier ist die Augenhöhle kreisförmig und mit einem blauen Kreis als Pupille versehen und auch das Schädelskelett folgt näher dem tatsächlichen Profil der Figur: Zwar ist es auch hier schematisch wiedergegeben, jedoch erhält es durch an Verdrahtungen erinnernde Liniengefüge im Kieferbereich größere Individualität. Während eine Linie sich von einem ungefähr der Lage des Rachenraums entsprechenden Punkt kurvenförmig zum Hinterkopf fortsetzt, erhält die zweite Anschluss an die schematisch angedeutete Halswirbelsäule, die wiederum oberhalb des Rumpfes der Figur abrupt endet.
Die eigentlichen Körper beider Figuren sind etwa ab der Gürtellinie sichtbar und streng geometrisch komponiert: So sind Arme und Oberkörper aus zylindrischen Volumen montiert, deren individuelle Formen vor allem durch breite Schattenwürfe Plastizität erhalten. Bei beiden Figuren ist jeweils nur ein Arm sichtbar: bei der linken der rechte und bei der rechten der linke. Wie der Titel des Werks bereits andeutet, tragen beide Figuren Prothesen: Bei der linken geht die Form des Armes in eine ösenförmige Handprothese über, bei der rechten ersetzt eine Sichelform die Hand.
Mittig im Bildhintergrund und in Brust- bzw. Nasenhöhe zwischen beiden Figuren sitzt eine dritte in Frontalansicht wiedergegebene Figur. Auch sie ist aus geometrischen Formen komponiert und weist, gleich den beiden Figuren im Bildvordergrund, Verstümmelungen auf. Die röhrenförmigen Beine sind ab dem Knie amputiert und strecken dem Betrachter ihre Schnittflächen entgegen und während der rechte Arm der Figur vor dem Körper in Bauchhöhe angewinkelt ist, ist der linke Arm nur noch als Stumpf vorhanden. Auch der ovale Kopf ist nicht unversehrt und weist neben nur einem linken Auge keine weiteren individualisierenden Merkmale auf.
Der Bildhintergrund ist aus rechteckigen Farbfeldern gestaltet und lässt nur auf jenen vier, die Figur in der Bildmitte hinterfangenden einen landschaftlichen Bezug erkennen: die Figur scheint hier auf einem grünen Rasenstück vor blauem Himmel und einer angedeuteten roten Hauswand zu sitzen, ein im blauen Farbfeld links oberhalb der sitzenden Figur erscheinender ockerfarbener Kreis erinnert an Sonne bzw. Mond und intensiviert den landschaftlichen Eindruck. Das rote Farbfeld rechts hinter der sitzenden Figur nimmt darüber hinaus im oberen Teil die markante Signatur des Künstlers auf, ein stilisiertes „h“ umgeben von der Bilddatierung 1930.

## Entstehungshintergrund und Interpretation
Rund 2,7 Millionen Soldaten kehrten versehrt oder chronisch krank aus dem Ersten Weltkrieg zurück. Folglich ist die Darstellung kriegsversehrter, durch Amputation bzw. Prothesen gekennzeichneter Männer ein nach dem Ersten Weltkrieg häufiger anzutreffendes künstlerisches Sujet. Insbesondere Otto Dix nahm sich immer wieder der oft prekären Situation der an Körper und Geist versehrten Kriegsheimkehrer an und zeigte sie u. a. in seinen 1920 entstandenen Werken Die Kriegskrüppel, Streichholzverkäufer und Skatspieler als an den Rand der Gesellschaft gedrängte Existenzen. Zur gleichen Zeit begann auch für Heinrich Hoerle die Auseinandersetzung mit der Darstellung Kriegsversehrter. Als Mitarbeiter der linksorientierten, pazifistischen Zeitschrift Die Aktion war Hoerle, der sich als Sozialist und Marxist verstand, sensibilisiert für die sozialen Missstände der Nachkriegszeit und adressierte in der 12 Lithografien umfassenden Krüppelmappe von 1920 das soziale, physische und psychische Elend dieser Männer.  

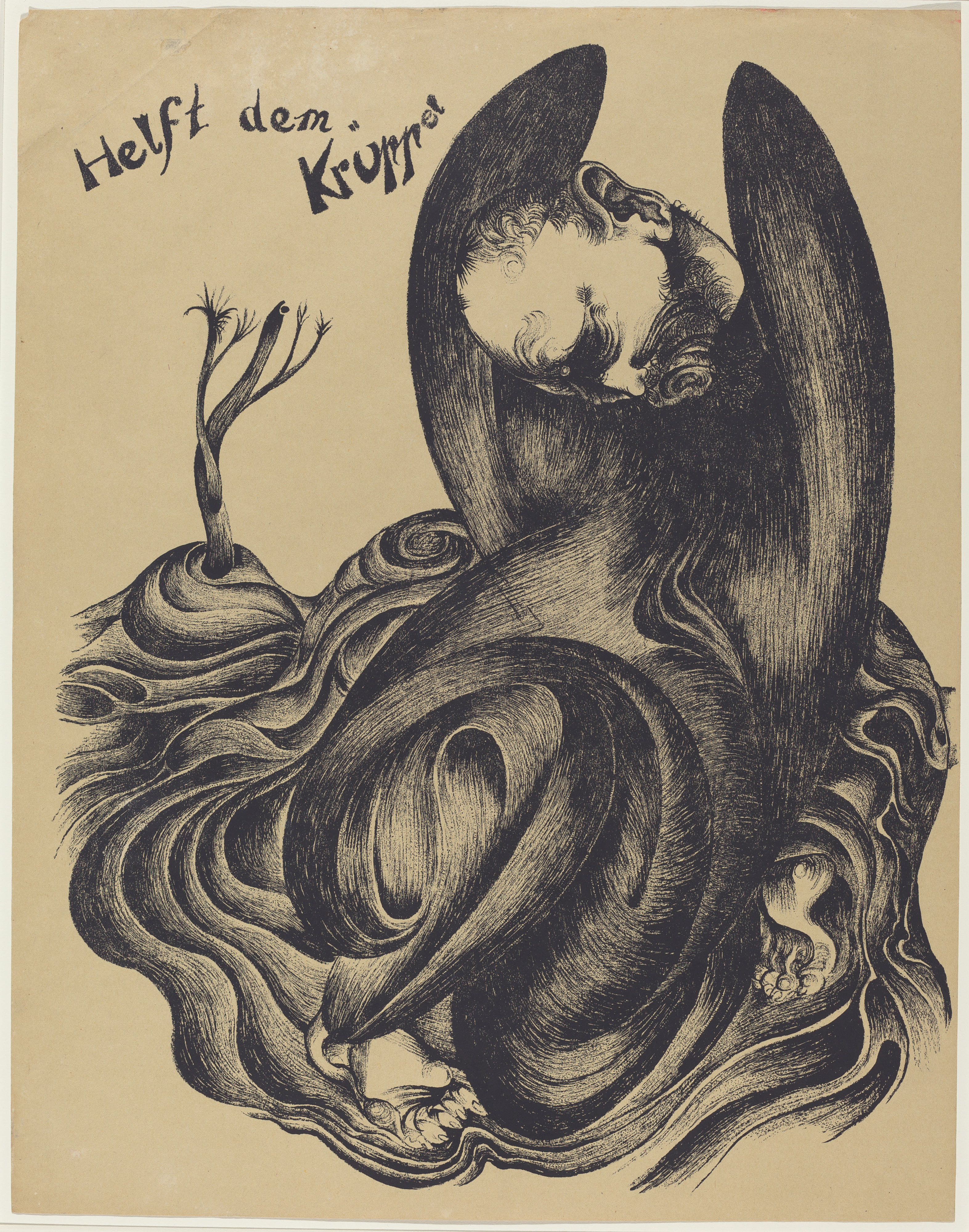
Heinrich Hoerle, Krüppelmappe: Helft dem Krüppel, Lithografie, 1920.
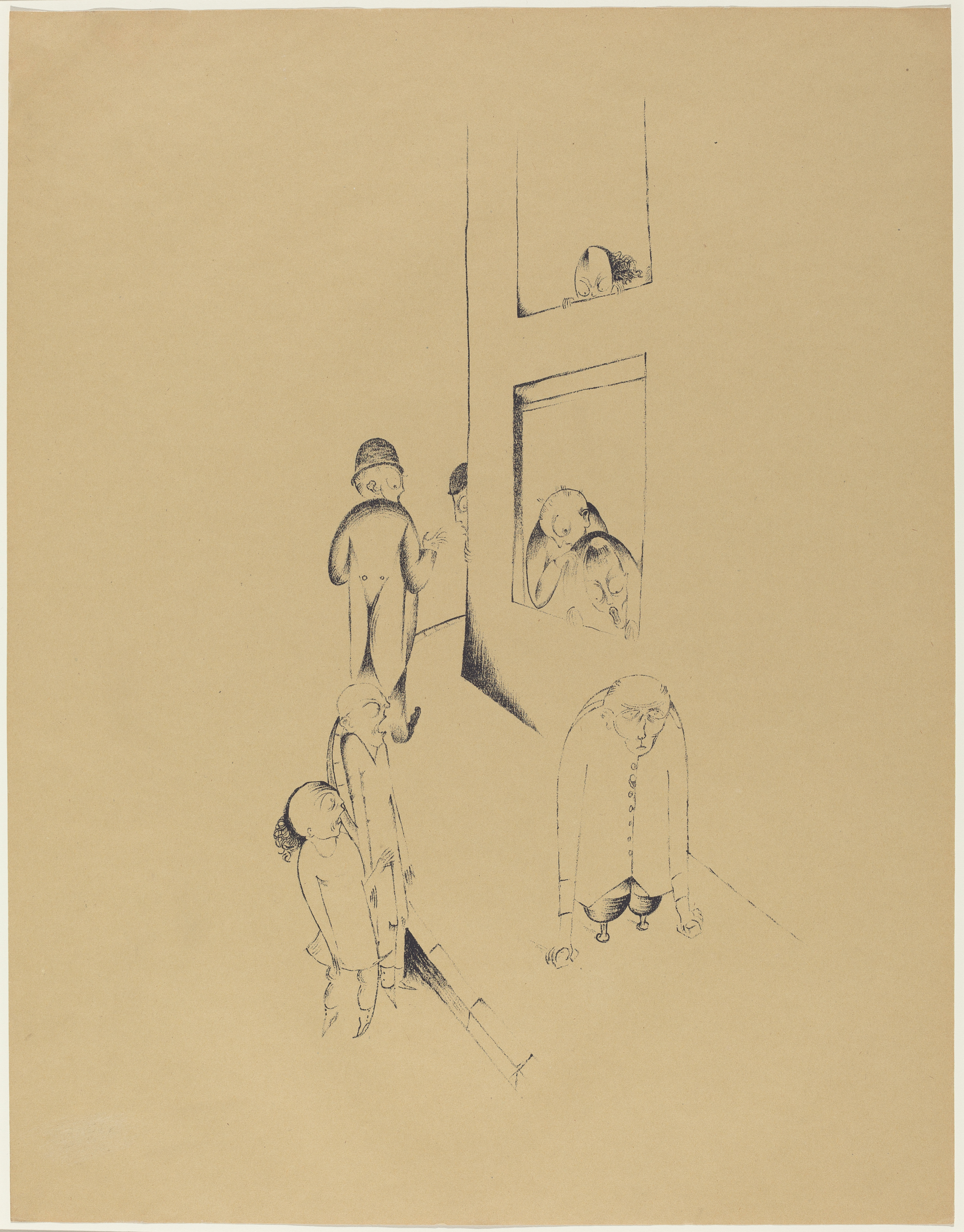
Heinrich Hoerle, Krüppelmappe: Der immerwährende Schmerz, Lithografie, 1920.
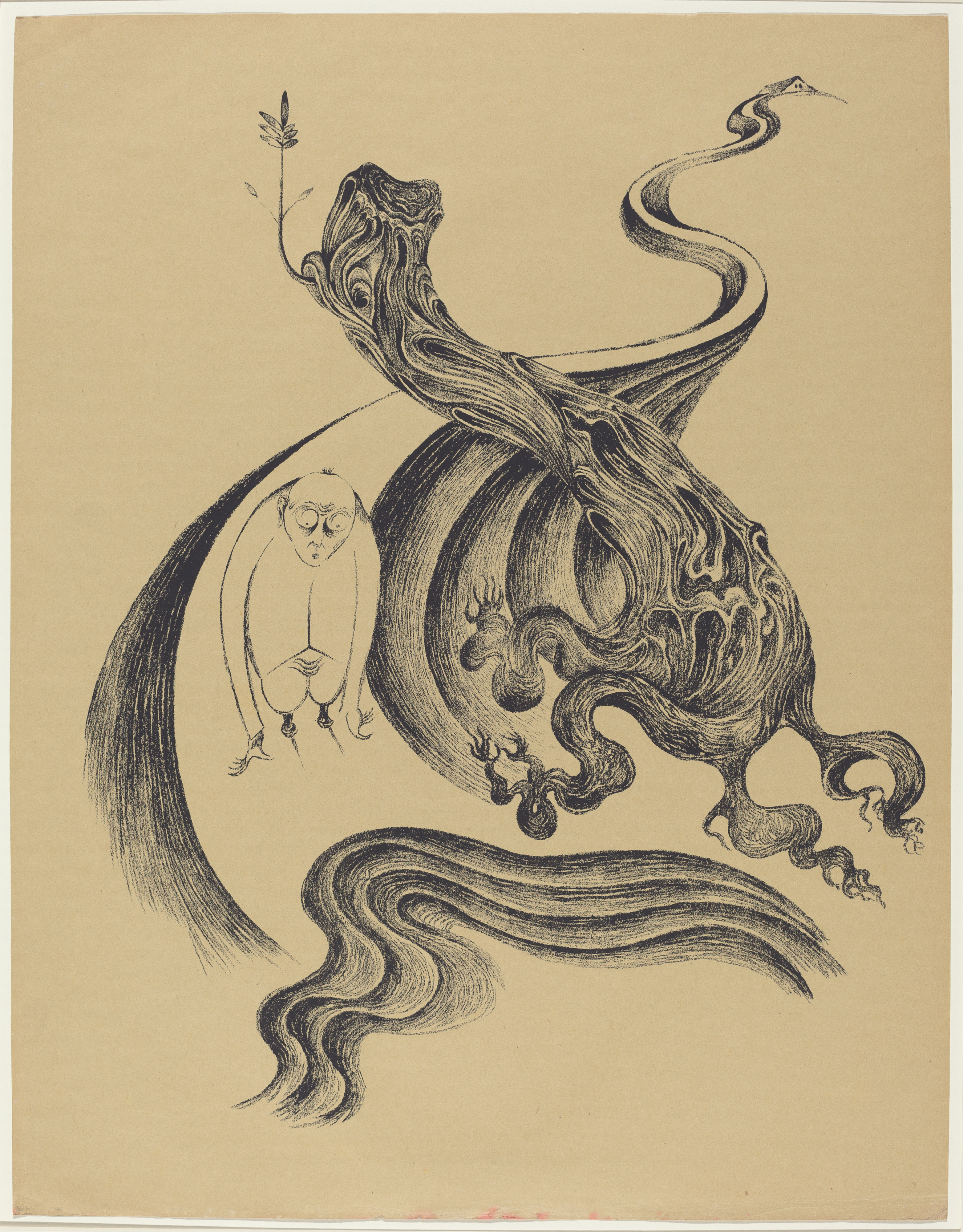
Heinrich Hoerle, Krüppelmappe:  Am Wegende, Lithografie, 1920.

Zwar distanzierte sich Hoerle bereits kurz nach ihrem Erscheinen von der Mappe, dies jedoch vor allem aus stilistischen Gründen und weniger aufgrund der Themensetzung. Daher markiert die Krüppelmappe einerseits den Beginn einer fortgesetzten Auseinandersetzung mit den sogenannten Krüppeln, andererseits aber auch den Übergang hin zu einer abstrakt-konstruktiven Bild- und Formensprache. In den Folgejahren realisierte Hoerle mehrere Gemälde und druckgrafische Arbeiten, in deren Zentrum Prothesen tragende Figuren bzw. damit verbundene Themen stehen: So zeigt Fabrikarbeiter aus dem Jahr 1922 eine Figur mit Armprothese und der Krüppel, gehend von 1923 einen an Arm und Bein amputierten Mann. Etwa zur gleichen Zeit fertigte er mit Der Europäer, Kopfprothese und Prothesenkopf Linolschnitte einer schematisch dargestellten und an Arm und Bein amputierten Person sowie zweier Variationen eines scheinbar von Röntgenstrahlen durchleuchteten Kopfes an. Um das Jahr 1930 kulminierte diese Auseinandersetzung in den beiden Werken Drei Invaliden (Maschinenmänner) und Denkmal der unbekannten Prothesen, das bereits von Zeitgenossen als in Inhalt und Ausdruck besonders überzeugendes Werk gelobt wurde.
Mit seiner Anlehnung an das Grabmal des unbekannten Soldaten nimmt der Titel direkten Bezug auf den Krieg und seine Folgen und auch die formale Komposition mit den zwei großen, die mittlere kleinere flankierenden Figuren lässt Anleihen an den Denkmaltypus erkennen: Wie Hans M. Schmidt ausführt, verweist ihre strenge Axialität in Verbindung mit dem Bildtitel zwangsläufig auf den Denkmal-Aspekt, bezieht sich gleichzeitig aber auch auf einen Text, den Hoerles Künstlerkollege und Freund Franz Wilhelm Seiwert zu dessen Krüppelmappe verfasst hat:
„Habt ihr noch nicht die Denkmäler der Untaten des Bösen gesehen, die durch unsere Straßen gehen […] Hier ist ein Armer, der hat einen Bleistift. Der hat die Denkmäler gesehen und sie abgezeichnet, dass ihr sie sehen sollt.“

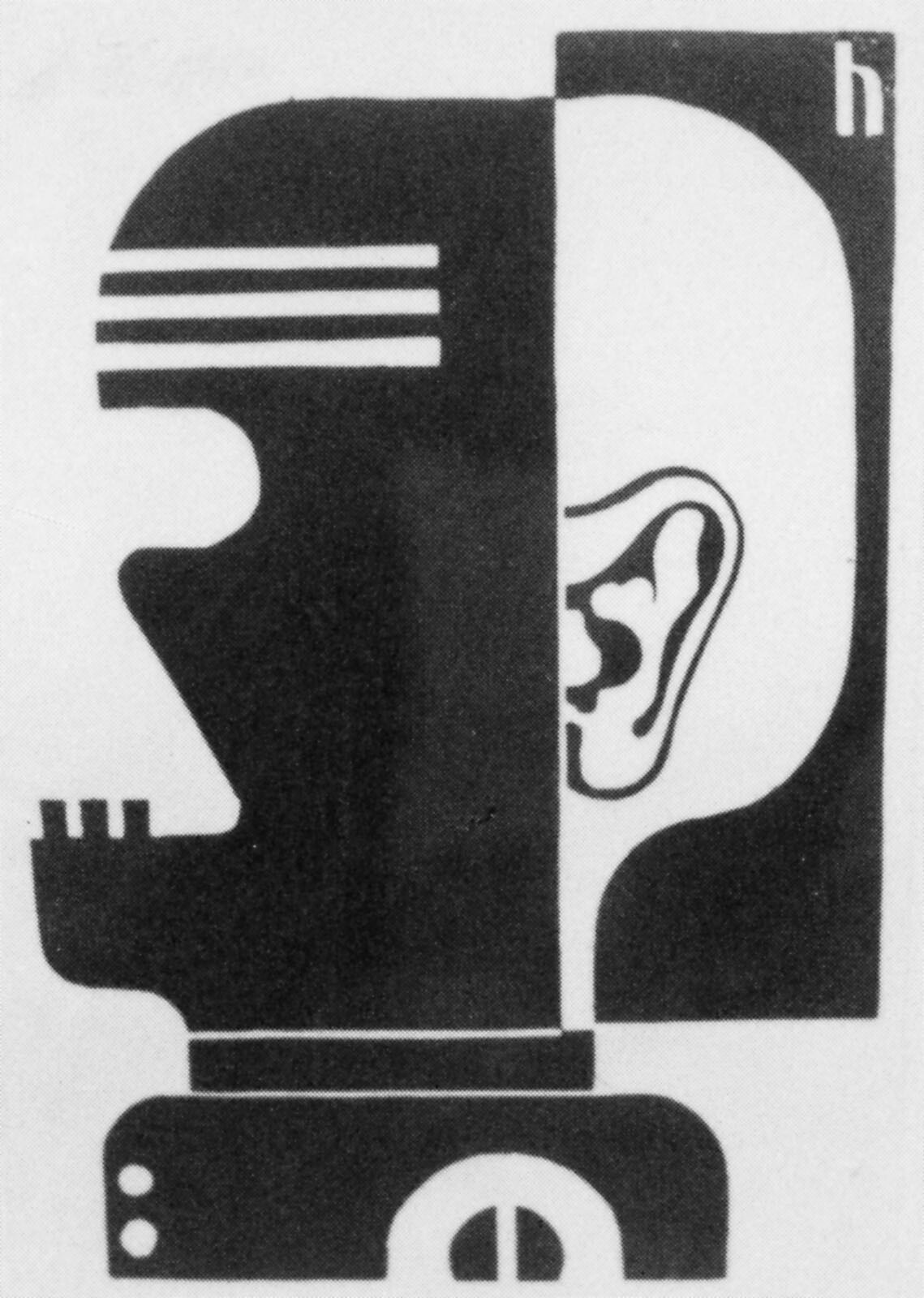
Heinrich Hoerle, Kopfprothese, 1923, Linolschnitt, 27 cm × 18 cm.
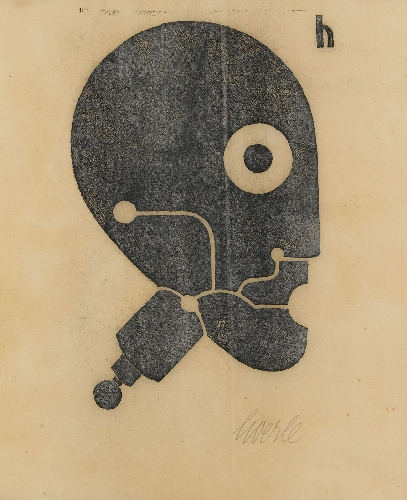
Heinrich Hoerle, Prothesenkopf, um 1925, Linolschnitt, 20,5 cm × 14 cm.

Auch in der markanten Gestaltung der Figurenköpfe als abstrahierte, aber dennoch mit individuellen Profilen versehene Röntgenbilder sieht Schmidt Rückbezüge Hoerles zu sich und seinem Freund Seiwert. Zwar seien sie keine tatsächlichen Kriegsinvaliden gewesen, hätten jedoch zeitlebens physisch gelitten: Seiwert aufgrund einer Schädelwunde, Folge eines Röntgenexperiments im Kindesalter, und Hoerle aufgrund einer immer wieder aufflammenden Tuberkuloseerkrankung, die letztlich auch zu seinem frühen Tod im Jahr 1936 führte. Auf künstlerischer Ebene verweisen die beiden Figurenköpfe wiederum eindeutig auf die weiter oben bereits genannten Lithografien Kopfprothese und Prothesenkopf. Doch während der Prothesenkopf im Gemälde lediglich durch die gespiegelte Wiedergabe sowie die Anordnung der Pupille verändert wurde, variiert Hoerle die Kopfprothese insofern, als dass er sie gestalterisch glättet und weniger radikal auftreten lässt: So entfallen die ursprünglich angedeutet vorhandene Halspartie und die Stirnfalten und auch die in der Lithographie noch vorhandenen Zähne im Unterkiefer, die dem Profil die Anmutung eines im Gesicht stark Verwundeten geben, sind hier ausgespart. Die Form des Skelettprofils sowie das vollplastische Ohr sind mit dem Ursprungsentwurf identisch.
Mit der werkzeughaften Anmutung der Prothesen aller drei Figuren im Bild scheint Hoerle auf zwei Aspekte der Prothetik in der Zwischenkriegszeit einzugehen: Zum einen entspricht die Wiedergabe der Prothesen als mechanische Substitute für die Hände der jeweiligen Figur dem damaligen technischen Stand. Zum anderen aber könnte Hoerle sich hier auch auf die zeitgenössische Kritik an der Wiedereingliederung Amputierter in Berufs- und Arbeitswelt beziehen: In ihr wurde nicht nur der positive Effekt einer wiedergewonnenen Teilhabe der Kriegsversehrten am Erwerbsleben gesehen, sondern auch die Stützung der Wirtschaft mit allen Mitteln und allen zur Verfügung stehenden menschlichen Ressourcen kritisiert.
1930, nach einer Dekade fortgesetzten Arbeitens am Motiv der Prothese tragenden Figur, endete für Heinrich Hoerle mit dem Denkmal der unbekannten Prothesen diese Schaffensphase. In den wenigen noch verbleibenden Jahren bis zu seinem Tod widmete er sich vornehmlich der Porträtmalerei.

## Provenienz
Nach seiner Entstehung 1930 verblieb das Denkmal der unbekannten Prothesen bis zum Tod des Künstlers in dessen Besitz. Danach ging es in den Besitz seiner Witwe Trude Alex-Hoerle über, aus deren Besitz es wiederum das Von der Heydt-Museum 1970 erwerben konnte.